# Bariera (film)
Bariera este un film dramatic istoric românesc din 1972 regizat de Mircea Mureșan. Rolurile principale au fost interpretate de actorii Octavian Cotescu, Mihaela Mihai, Toma Caragiu, Gina Patrichi și Dan Nuțu. Este bazat pe un roman omonim scris de Teodor Mazilu în 1959.

## Distribuție
Distribuția filmului este alcătuită din:
- Octavian Cotescu — muncitorul Vițu („nea Vițu”), ilegalist comunist
- Mihaela Mihai — Rădița, fiica lui nea Vițu, ilegalistă utecistă
- Toma Caragiu — plutonierul Iorgu Eftimie, șeful postului de jandarmi
- Gina Patrichi — Tuțuleasca, femeie simplă, vecina lui nea Vițu
- Dan Nuțu — ucenicul Matei „Treișpemii”, iubitul Rădiței
- Mircea Albulescu — inspectorul de la Siguranță care-l anchetează pe nea Vițu
- Ion Besoiu — pictorul Nicu Rădulescu, vecinul lui nea Vițu
- Draga Olteanu-Matei — cârciumăreasa Veștemeanca (menționată Draga Olteanu)
- Gheorghe Dinică — hoțul Ionel Călărețu
- Florin Scărlătescu — preotul Chirică
- Olga Bucătaru — Lucica, fosta iubită a pictorului, soția inspectorului
- Florin Simion — Fănică, fiul lui nea Vițu
- Nucu Păunescu — cârciumarul Veștemeanu
- Aurora Șotropa
- Vera Varzopov — Maria Antonescu, „doamna mareșal”, președinta Consiliului de Patronaj al Operelor Sociale
- Mircea Cruceanu
- Petre Gheorghiu-Goe — Ichim, vecinul lui nea Vițu
- Telly Barbu (menționată Telly Barbu Militaru)
- Ion Porsilă
- Monica Bordeianu
- Jana Gorea — Niculina, mama unui comunist evadat
- Alexandru Lungu — vecin al lui nea Vițu
- Ioana Ciomîrtan — coana Voichița, femeie bătrână și bisericoasă
- Traian Petruț — comisarul de poliție
- Stelian Cremenciuc — jandarmul somnoros subordonat al plut. Eftimie

## Primire
Filmul a fost vizionat de 1.575.236 de spectatori în cinematografele din România, după cum atestă o situație a numărului de spectatori înregistrat de filmele românești de la data premierei și până la data de 31 decembrie 2014 alcătuită de Centrul Național al Cinematografiei.